# Aparatul locomotor

Scheletul uman (față)

Aparatul locomotor (sistemul muscularo-osos) este, anatomic, aparatul care dă posibilitate oamenilor și animalelor să se miște folosindu-se de o structură organică locomotoare formată din sistemul osos și cel muscular. La vertebratele superioare, inclusiv la om s-au diferențiat, în decursul evoluției, grupuri de organe puse în slujba îndeplinirii unor majore funcțiuni ale întregului organism. Un astfel de "complex funcțional" este și aparatul locomotor.

## Alcătuire
Aparatul locomotor este alcătuit din oase, tendoane denumite și ligamente, îmbinările mobile dintre oase - articulațiile, și din mușchi. Totalitatea structurilor osoase ale unui organism formeaza scheletul. Acesta constitue un fel de "schelă" de susținere, care dă și formă generală și proporții, corpului omenesc. Elementele scheletului contribuie esențial la menținerea posturii organismului, opunându-se încovoierilor posibile datorate împovărării reprezentate de greutatea corpului, acesta care aflându-se sub acțiunea  gravitației terestre. Oasele sunt legate între ele prin structuri de îmbinare de diferite feluri și forme, care le asigură mobilitate reciprocă, adică posibilitatea deplasării unora în raport cu altele. Aceste structuri sunt articulațiile. Oasele și articulațiile formeaza partea pasivă a aparatului locomotor. Pe oase se fixeaza mușchii striați scheletici. Aceștia acționeaza asupra oaselor și articulațiilor lor, ca asupra unor pârghii, constituind partea activă a aparatului locomotor, adică elementele lui mișcătoare, dinamice. În afară de imprimarea unor mișcări segmentelor osoase, mușchii mai intervin și în imobilizarea acestor segmente în anumite posturi, atitudini fizice.